# Cigclisula
Cigclisula is een mosdiertjesgeslacht uit de familie van de Colatooeciidae en de orde Cheilostomatida. De wetenschappelijke naam ervan is in 1927 voor het eerst geldig gepubliceerd door  Ferdinand Canu en Ray Smith Bassler.

## Soorten
- Cigclisula areolata (Kirkpatrick, 1890)
- Cigclisula australis Almeida, Souza, Menegola, Sanner & Vieira, 2014
- Cigclisula buski Almeida, Souza, Menegola, Sanner & Vieira, 2014
- Cigclisula cautium Hastings, 1932
- Cigclisula crenulata (Maplestone, 1909) (taxon inquirendum)
- Cigclisula fissurata (Ortmann, 1890)
- Cigclisula fistulosa Almeida, Souza, Menegola, Sanner & Vieira, 2014
- Cigclisula fruticosa Hayward & Ryland, 1995
- Cigclisula gallensis (Thornely, 1906)
- Cigclisula occlusa (Busk, 1884)
- Cigclisula osburni Almeida, Souza, Menegola, Sanner & Vieira, 2014
- Cigclisula perforata Almeida, Souza, Menegola, Sanner & Vieira, 2014
- Cigclisula porosa (Canu & Bassler, 1930)
- Cigclisula psammophila (Winston & Håkansson, 1986)\
- Cigclisula ramparensis Guha & Gopikrishna, 2007  †
- Cigclisula rogickae (Soule, 1961)
- Cigclisula tuberculata Winston, Vieira & Woollacott, 2014
- Cigclisula turrita (Smitt, 1873)
- Cigclisula winstonae Almeida, Souza, Menegola, Sanner & Vieira, 2014

Niet geaccepteerde soorten:
- Cigclisula gemmea Winston & Woollacott, 2009 → Trematooecia gemmea (Winston & Woollacott, 2009)
- Cigclisula hexagonalis (Canu & Bassler, 1930) → Trematooecia hexagonalis (Canu & Bassler, 1930)
- Cigclisula osburni (Marcus, 1955) → Trematooecia osburni Marcus, 1955
- Cigclisula verticalis (Maplestone, 1910) → Trematooecia verticalis (Maplestone, 1910)